# 三岛由纪夫
三島由紀夫（日语：／ Mishima Yukio，1925年1月14日—1970年11月25日），本名平岡公威（／ Hiraoka Kimitake），日本小說家、劇作家、記者、電影製作人、電影演員與日本民族主义者。
三島由紀夫是日本戰後文學的大師之一，在日本文壇擁有高度聲譽，來往的人三教九流都有。
三島由紀夫諸多作品中，以1956年出版的《金閣寺》最為人所熟知，這是部充滿悲劇性幻滅美學的作品，奧野健男當時曾讚賞該小說：「這是三島文學的最高水準，三島美學的集大成，本年度文壇的最大豐收。」三島其他的代表作有小說《假面的告白》《潮骚》等。除了日本國內，三島的作品在西方世界也有崇高的評價，甚至有人譽稱他為「日本的海明威」「當代日本的列奥纳多·达·芬奇」。1963-1968年間（除1966年）五度入圍諾貝爾文學獎提名，亦爲史上最年輕獲提名作家（與吉卜林同爲38歲獲提名）。1968年，川端康成得到諾貝爾文學獎後，一直到1970年過世前，三島由紀夫則未再被推薦諾貝爾獎。三島由紀夫也是著作獲得翻譯成英文等外國語版最多的當代作家。
三島後來更加傾向政治活動，在日本自衛隊體驗入隊，並建立了民兵組織楯之會。三島於1970年11月25日同其他四名楯之会成員於東京的市谷駐屯地劫持了日本陸上自衛隊东部总监部（今東部方面隊）的總監。於露臺發表政變演說，但完全沒有獲得自衛官們的支持，三島立即選擇了切腹自殺。這一事件對日本造成了巨大的衝擊，對日本的文學界和政治運動產生了諸如日本的新右派的建立等強烈的影響。

## 生平

### 出身

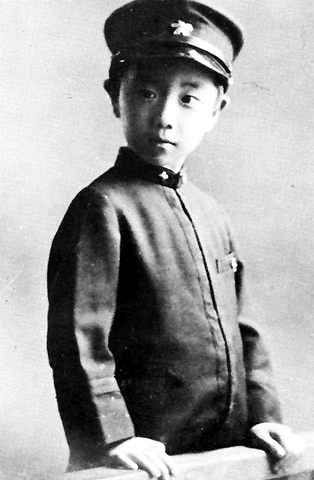
三島童年照，攝於1931年4月

三島由紀夫出生於東京市四谷區永住町2番地（今東京都新宿區四谷4丁目），父名為平岡梓，母親為倭文重，是家中長男，妹妹美津子與弟弟千之分別是在1928年與1930年出生。三島的祖母夏子具有日本貴族血統，是宍戶藩（水户藩支藩）藩主的外孫女，曾在日本皇室有栖川宮家中學習過禮儀，是個充滿威儀但卻很固執、神經質的傳統女性，祖父平岡定太郎則是兵庫縣農家出身的文官，曾任樺太廳長官（樺太是日本對庫頁島的稱呼，其官職相當於今日北海道的行政首長）。本名平岡公威的「公威」之名是祖父平岡定太郎所取，來自曾經關照過定太郎的同鄉前輩官僚、土木工程師古市公威。
三島在上中學之前一直是與職掌家族大權的祖母同住，因為過分的保護與管教，造成他貧弱的體質與孤獨、纖細、敏感的人格特質。但是也因為祖母的薰陶使他有非常多的機會接觸歌舞伎與能劇等藝文活動，再加上喜好西方文學的母親之鼓勵，而打下日後他在小說、舞台劇劇作方面能高度展現的基礎。:1-8

### 幼少啟蒙期

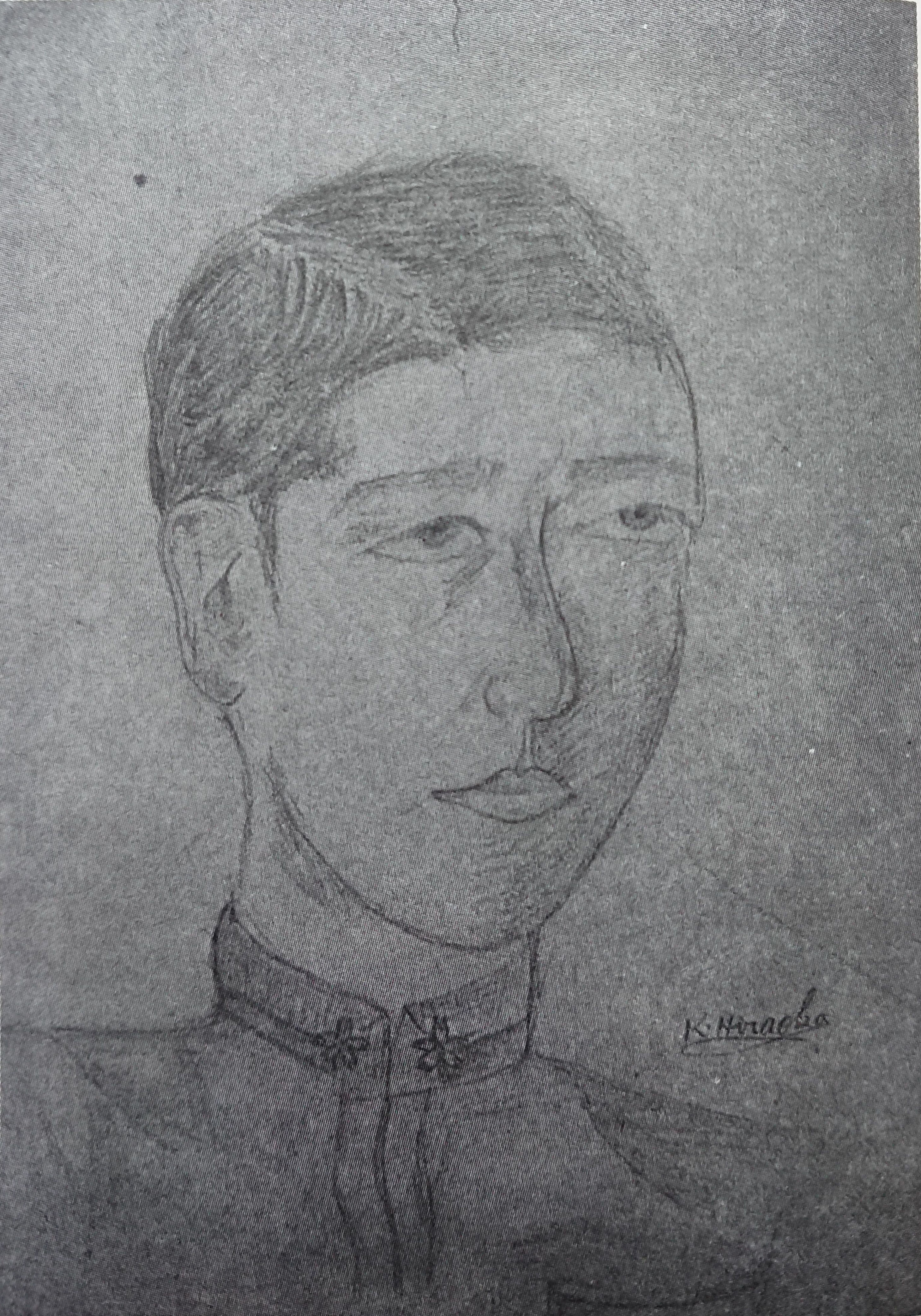
三島由紀夫的自畫像，畫於學習院中等科。

三島從6歲開始，就在祖母的堅持下進入皇族學校學習院初等科（相當於小學程度）就讀，並且在學院的內部刊物上發表詩歌與俳句作品。12歲時初等科畢業後進入中等科，加入文藝部，在1937年7月於校內文學雜誌《學習院輔仁會雜誌》第159期上發表散文作品《春草抄～初等科時代的回憶》（春草抄～初等科時代の思ひ出），並且在之後就讀學習院中等與高等部的6年間，持續發表更多詩歌、小說、戲曲方面的創作。
1938年三島在《輔仁會雜誌》第161期上發表了他個人的第一部短篇小說《酸模》（酸模（すかんぽう）～秋彦の幼き思ひ出）。1939年（昭和14年）對他影響深遠的祖母在1月18日逝世，享壽64歲。三島就讀高中時與祖母分離，祖母生前時常拿著他的照片日夜思念，叫三島無論如何一星期至少讓她見一次面。1939年時第二次世界大戰正式全面開戰，但對於三島的創作生涯影響最大的事，卻應該是他遇到了國文老師清水文雄，清水可說是真正引領三島進入文學界的伯樂:133-139。
1940年三島以「平岡青城」的俳號與筆名，開始發表了包括《山梔》（くちなし）在內的俳句與詩歌作品。他在詩歌方面的創作能力非常強，常常一天就能寫出好幾首，因此在這年紀時就有能力發表《十五歲詩集》這般的合集作品。在同年的輔仁會雜誌第166期中，他亦發表了另外一篇短篇小說《彩繪玻璃》（彩絵硝子（だみえがらす））。:28-75

### 戰時青春期
1941年時值16歲的三島獲選擔任《輔仁會雜誌》的主編，開始撰寫短篇小說《鲜花盛开的森林》（花ざかりの森），當時國文老師清水看過他的作品後大表激賞，推薦投稿自己參與的文學同人誌《文藝文化》，並且使用「三島由紀夫」的筆名，這也是此筆名正式登場的契機。後來他陸續在該同人誌上發表多篇各類作品，1942年他選擇了學習院高等科文科乙類的大學預科繼續升學，主修德語，並且持續與《文藝文化》的友人交流，而因此受到日本浪漫派文學的薰陶。
1944年第二次世界大戰進入最後階段，日本的處境開始急轉直下，三島由紀夫收到了徵兵檢查通知，但一名军医将其咳嗽症状误诊为“肺浸润”:38，判定是第二乙種體位，需要隨時等待徵召。同年他以第一名的成績從學習院高等科畢業，受到天皇頒獎贈予銀手錶、日本駐德大使餽贈的文學書三冊。同年10月三島由紀夫的短篇小說《鲜花盛开的森林》由七丈書院印刷出版，成為他的出道作品，從此以後由業餘的文學創作者正式跨入專業作家的領域。隔月他獲得推薦進入東京帝國大學法學部法律學科就讀，主修德國法律，也由於這身分暫時免除受徵召入伍的必要。
1945年日本在戰局中已處於強弩之末的境地，三島由紀夫終於被徵召。首先前往群馬縣隸屬中島飛行機的兵工廠擔任勤勞動員，又馬上被正式徵入軍伍。但因為出發參戰之前罹患嚴重的感冒，軍醫誤診以為是肺病，結果立刻被遣送回鄉。他隸屬的部隊抵達菲律賓後，在戰爭中嚴重折損幾乎全軍覆沒。
雖然逃過了死亡的命運，但是1945年對於三島來說是很傷痛的一年。8月15日日本宣佈敗戰投降，四天後，三島在《文藝文化》的好友蓮田善明，認為所屬連隊長是變節叛徒，將其槍殺後自殺，以陸軍中尉的身分葬在馬來半島。同年10月23日他的妹妹美津子因傷寒病逝，時年僅20歲。種種打擊，使得三島陷入了人生的低潮。:76-119

### 進入文壇
1946年，時年21歲的三島由紀夫，藉著繼續寫作來擺脫心中的傷痛。他帶著自己完成的中篇小說《中世》與短篇小說《煙草》到鎌倉拜訪日本當時的文學巨擘川端康成，在川端的推薦下，《煙草》一作在川端所屬的鎌倉文庫雜誌《人間》的第1卷第6期上發表，而且三島也獲得能自由參與鎌倉文庫的資格，經常性地在《人間》上發表作品，並且受到當時該雜誌的主編木村德三之指導幫助。在川端康成的幫助下，三島由紀夫終於獲得晉身文壇一員的地位，因此對他而言川端是個亦師亦友的重要人物，兩人之間的師徒之誼甚至到了死時都還有牽連。
1947年，三島自東京大學法學部畢業，通過高等文官考試，隨後進入大藏省任職，在銀行局國民儲蓄課服務。在這期間他也參與了大藏省財務協會的機構內部雜誌《財政》的編輯，並且持續的在各種文學創作的刊物上發表作品，1948年9月，為了專心創作，他決心從大藏省辭職，開始一個專職作家的身分。辭職後他先是完成並發表了生平第一個長篇小說作品《盜賊》（真光社出版），並且開始著手新書《假面的告白》（仮面の告白）的撰寫，這本書在1949年7月正式付梓由河出書房出版，是三島由紀夫以專業作家的身分，第一本發表的小說作品。
1950年三島出版長篇小說《愛的渴望》（愛の渇き，新潮社出版），這段期間他開始嘗試以真實發生的社會事件來作為創作對象，例如當時他開始撰寫的長篇《青色時代》（青の時代）就是以一個東大學生當地下銀行社長，最後因為失敗而自殺的事件作為題材。這一年7月發生見習僧人放火燒燬京都鹿苑寺（金閣寺）之後切腹未死的重大社會事件，這件事也由三島取材、日後成就了他畢生最具代表性的成名之作。
除了詩詞、散文與小說等文學創作外，三島對於戲曲方面的創作也有高度的興趣。他曾編寫過《彩虹》（あやめ，1948年5月），《火宅》（1948年11月）與《燈台》（1949年5月）等戲曲劇本，其中《燈台》一作還實際由大阪放送劇團在第四回的關西實驗劇場中公開演出。1950年時他又完成《魔神禮拜》與《近代能樂集》的第一篇——《邯鄲》（邯鄲（かんたん）～近代能楽集の内）等兩部戲曲作品，在這年的9月時，三島加入了包括岸田國士、福田恆存、小林秀雄、千田是也、大岡昇平與中村光夫等文壇名人所組織的「雲之會」（雲の会），以「文學立體化運動」作為他們的主要宗旨，是個以演劇方面的活動為中心的組織。
由三島擔任劇本原作，或以他的作品改編登上大螢幕的情況，對於像這樣多產的作家而言是正常的，但是除了電影原作外，三島由紀夫還有個比較不為人知的身分，那就是電影演員。他的個人首次大螢幕登場，是在1951年8月29日上映的《純白之夜》（純白の夜），這部由松竹大船攝影所出品，大庭秀雄導演的電影是由三島擔任原作，並且在影片中擔任了特別演出。
1951年年底，三島發表了長篇小說《禁色》的第一部（新潮社出版），與《夏子的冒險》（夏子の冒険，朝日新聞社）。其中因為《禁色》的男主角是個同性戀者，在當時保守的日本社會是較為聳動的題材，因此時下的輿論都將故事中的主角視為是三島本人在性向方面的影射。在完成了《禁色》第一部之後，在朝日新聞出版局長嘉治隆一的帮助下，三島獲得朝日新聞特別通訊員的記者身分，於12月25日自橫濱搭船出海，開始他環遊世界一週的旅途，並在1952年5月10日回到日本。這次的旅行是三島畢生第一次出國，對於他而言，在希臘所獲得對於西方文明的美學經驗，可能是造成他日後作品重大轉捩的關鍵。他在1952年的10月發表遊記《阿波羅之杯》（アポロの杯，朝日新聞社出版），記述了他的見聞與對於美的觀點。:133-180

### 登上巔峰

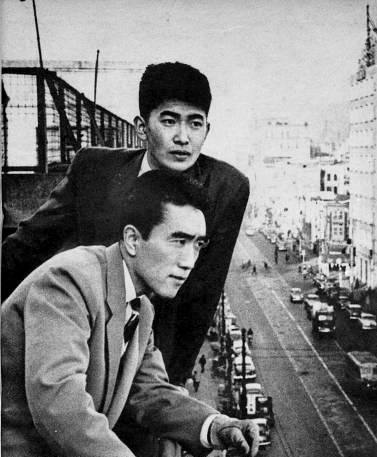
三島（前）與石原慎太郎，1956年

1952年對於三島來說是個很多產的一年，不過因為他的環遊世界之故，這一年之中大部分發表的作品，都是遊記型態之作。不過，他仍然沒有忘卻純文學的創作，在歸國後不久完成了《禁色》系列的第二部，長篇小說《秘樂》（秘楽（ひぎょう）～禁色第2部，在隔年9月由新潮社出版）。1953年1月《夏子的冒險》同樣由松竹大船進行了電影化，隨後發表長篇小說《日本製》（にっぽん製，朝日新聞社出版），並且開始為了長篇小說《潮騷》的取材，拜訪位於三重縣的神島。潮騷一書在1954年6月由新潮社出版，並且開始電影化的工作，於10月由東寶完成拍攝而上映。小說與電影在推出後大受好評，該年年底新潮社成立第一屆的新潮社文學賞，三島靠著《潮騷》一書拿下首屆的大獎。
早年的三島始終帶有女性的陰柔氣質，他厭惡劍道，甚至厭惡劍道砍擊時所發出的聲音。1955年，時年30歲的三島，感受到自己對於美的憧憬，開始上健身房運動及游泳，甚至嫻習劍道，以期將自幼以來孱弱的身體改造得強健，讓自己不再為肉體的自卑而感到困擾。此心態其實與他在這一年中潜心撰寫的長篇名著《金閣寺》有所關聯，因為該書中的主角就是一個自慚於外表上的猥瑣但又崇尚極致的美，導致內心扭曲與幻滅的少年，可以說作者在現實中的想法，完全是與他的創作內容互相呼應。
1956年是三島最豐收的一年，經過了一年的潛沉而完成的《金閣寺》在10月由新潮社出版後，獲得驚人的迴響，在同時他的戲曲作品《鹿鳴館》在文學座創立20周年紀念會上公演，可說是兩面風光。但他與日本大學拳鬪社的小島智雄結識，開始為期8個月的拳擊練習，可能才是很難與一個作家有所關聯的特殊作為。這一年，三島的《潮騷》一書獲翻譯為英語版（英語書名The Sound of Waves，譯者Meredith Weatherby）在美國出版，是他的小說第一次獲正式翻譯為外語版本。
1957年1月，三島以《金閣寺》獲得第8屆讀賣文學賞的大獎，在這一年中，三島開始了他與西方文學界的高度互動。這年美國的日本文學家唐纳德·基恩將三島的《近代能樂集》翻譯成英文版，在美國出版，特別邀請三島到美國參訪並且在密西根大學以《日本文壇的現狀與西洋文學間的關係》（日本文壇の現状と西洋文学との関係）發表演說，之後前往拉丁美洲遊歷後再長住紐約，直到隔年1月才返回日本。

### 婚姻
三島在青春期時暗戀朋友的姐姐，但沒能和其交往:20-21，此後三島一直與女人保持距離。雖然其母常常敦促他結婚，但他都當做耳旁風。三島認為，男人應該在尚能意識到自己的年輕時結婚。他在33歲時的作品《小說家的休假》中第一次透露了自己想結婚的想法。1958年3月23日，父母的好友推薦畫家杉山寧的長女瑤子。二人見面後一拍即合，在6月1日由川端康成夫婦做媒正式結婚，前後不過兩個月零七天。:188-194

### 自杀

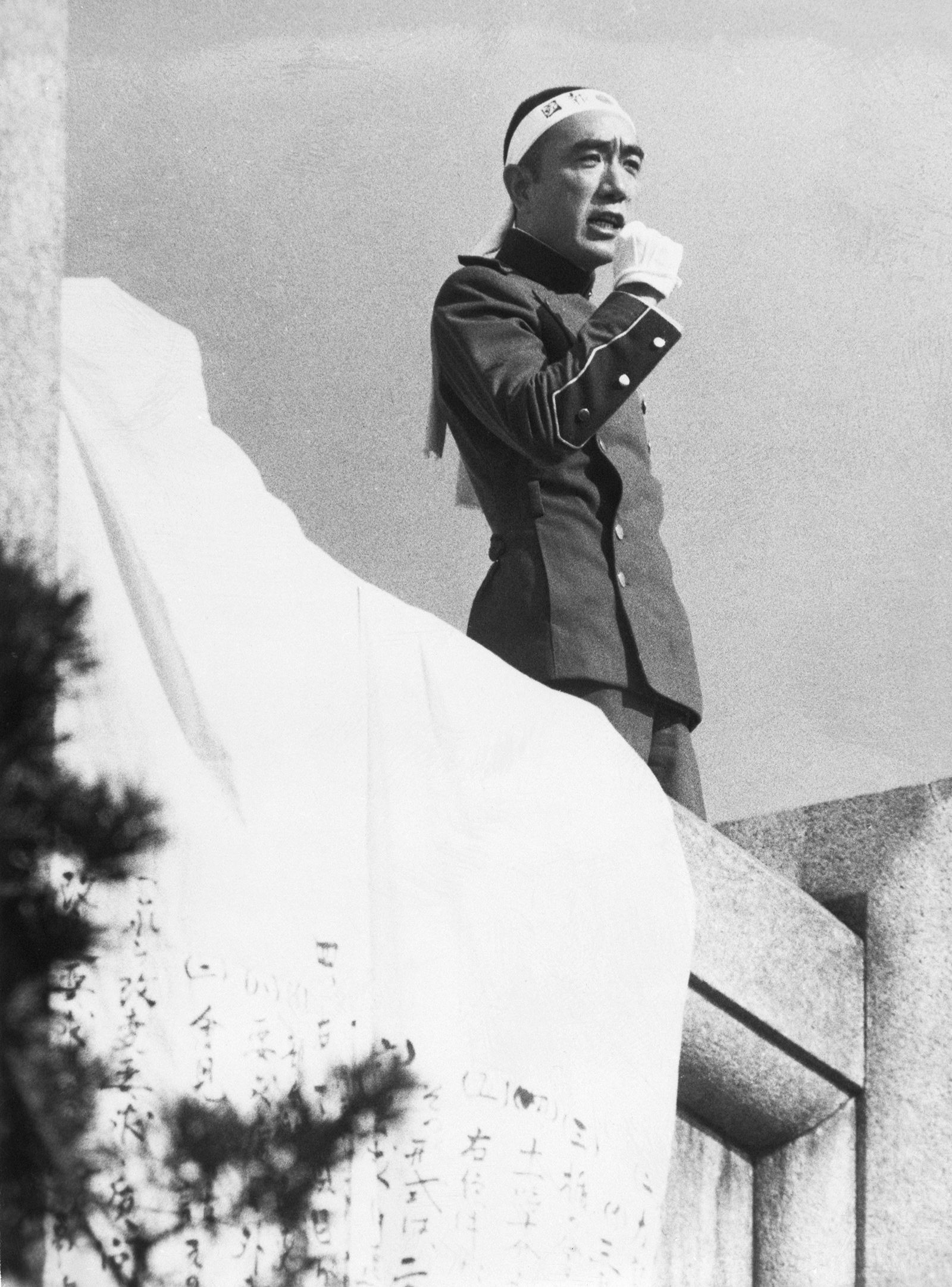
三島事件中鼓动自卫队员发动政变的三岛由纪夫（1970年11月25日）

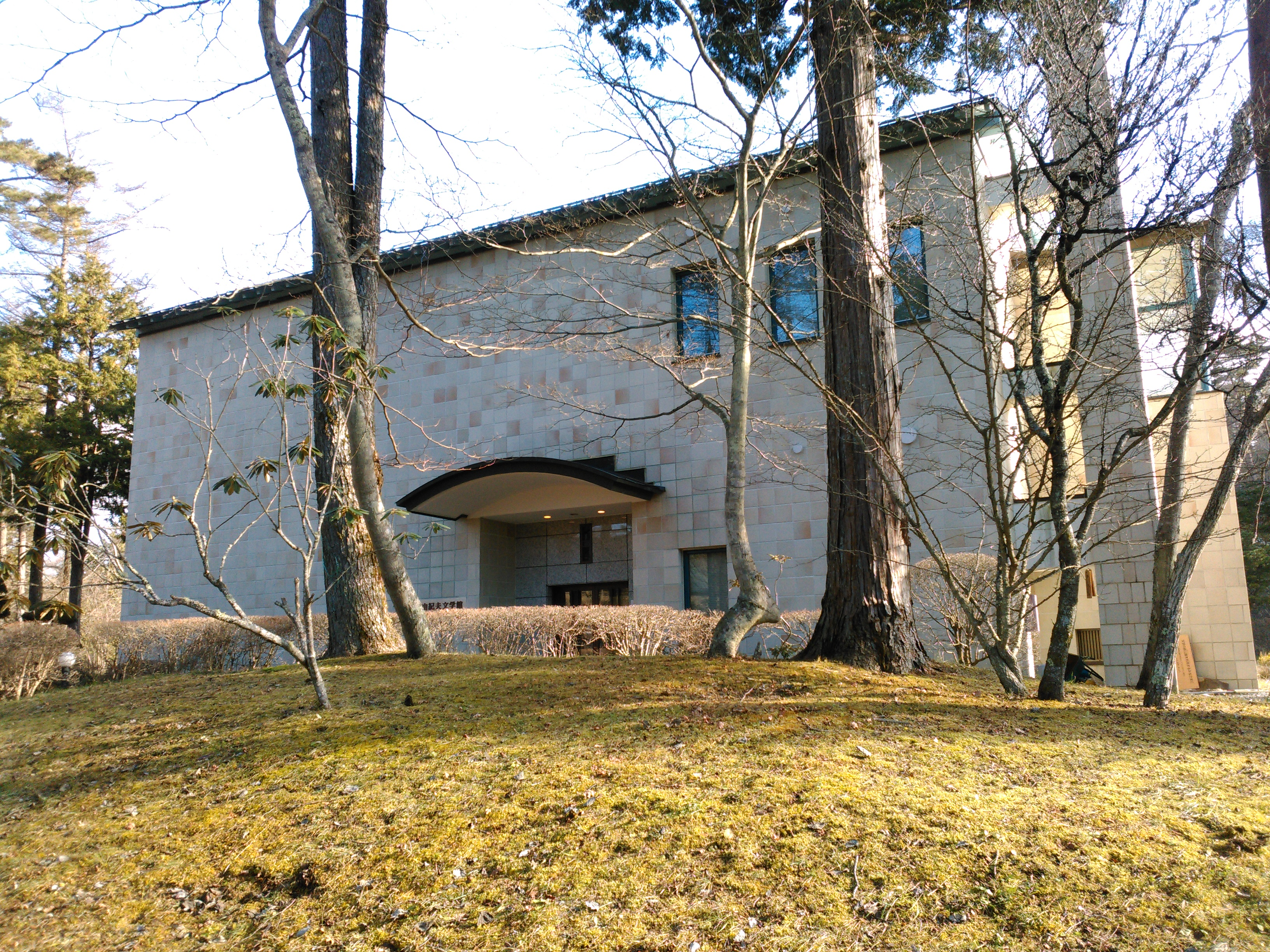
三岛由纪夫文学馆（山梨县山中湖村）

三岛对日本传统的武士道精神和严厉的爱国主义深为赞赏，对日本第二次世界大战战败后社会的西化和日本主权受制于美國非常不满。三岛1965年以自己的小说《忧国》为蓝本自编自演的同名电影预示了他的结局。影片中一位忠于天皇的日軍大尉在1936年的政变失败后切腹自杀。1968年，三岛组织了自己的私人武装組織——“盾会”，声称要保存日本传统的武士道精神并且保卫天皇。
经过长时间的准备，三岛于1970年11月25日将他政变的计划付诸实施。当天三岛交付了《丰饶之海》的最后一部《天人五衰》最終章原稿，並指示將過去發表的「異類主題短篇小說」集結成書《殉教》。
1970年（昭和45年）11月25日，三島带领4名盾会成员到東京市谷駐屯地的日本陆上自卫队东部总监部（今東部方面隊），以「獻寶刀給司令鑑賞」為藉口進入總監益田兼利陸將（中將）的辦公室，将其绑架为人质。
随后三岛在总监部阳台向800多名自衛官发表演说，呼吁“放棄物質文明的墮落，找回古人純樸堅忍的美德與精神，成為真的武士”，随他发动兵变，推翻「禁止拥有军队」的《日本国宪法》，「使自卫队成为真的军队」以保卫天皇和日本的传统，但是没有人响应，甚至大聲嘲笑三岛是瘋子。
|                                  | 各位好好聽一聽。靜一靜，請安靜，請聽我講。一個男人正在賭上生命和你們講話。好嗎？這個，現在，各位日本人，如果在這裡不站起來的話，自衛隊如果不在這裡站起來的話，憲法是不可能改變的。各位只會永遠的成為區區美國的軍隊而已啊……。 我已經等了四年了，（等著）自衛隊站起來的日子……已經等了四年了，……我再等……最後的三十分鐘。各位是武士吧？如果是武士的話，為何要保護「將自己否定」的憲法呢？為何要為了「將各位否定」的憲法，向著「將各位否定」的憲法低頭呢？只要這（憲法）還在，各位是永遠無法得到救贖的啊！ |
| ——三島由紀夫，於总监部阳台（譯） | |

三岛随后从阳台退入室内，按照日本传统仪式切腹自杀。三島由紀夫在額際繫上了寫著「七生報國」字樣的頭巾，用白色的布將預備切腹的部位一圈圈緊緊地裹住，拿起短刀往自己的腹部刺下，割出了一個很大的傷口，腸子從傷口流出來。随他同来的兩位盾会成员之一的森田必勝用名刀「關孫六」为三岛進行介错，但因害怕手軟連砍三次都未能斬下他的头颅，三島由紀夫忍著痛楚，沉吼低呼著：「再砍！再砍！使力！」，第四次介錯改由學習過居合道的盾會成員古賀浩靖執行，終於成功。之後森田必勝也嘗試切腹自杀，亦是由古賀浩靖進行介錯而死。其它三名成員依“委託殺人罪”各判處四年的有期徒刑。三島由紀夫切腹自殺時，不少作家趕到現場，只有川端康成獲准進入，但沒見到屍體。這個事件讓川端很受刺激，他對學生表示：「如果當初諾貝爾獎不是我得到而是由三島得到，就不會發生這種悲劇」。三島自殺之後17個月，川端也選擇打開煤氣開關自殺，未留下隻字遺書。兩人相繼自殺衝擊日本文壇。
早在一個月前的十月，三島在美國紐約舉辦個人照攝影展，標題「蔷薇刑」，紐約大學教授好友參展並作評，在三島自盡後這位美籍好友教授分析三島動機：他認為三島心中過於的愛國主義意識形成「救國妄念」遺害三島，他認為攝影展裡三島照片，大量模仿中世紀歐洲基督教徒被迫害刑求模樣，就已經透露他想為武士道殉道的企圖。但是，三島由紀夫曾寫過《武士道と軍国主義》一文對軍國主義加以批判，認為那與近代化、工業化同樣都是由西洋傳來，追求船堅砲利並非日本原有的東西。他所追求的是「自己尊敬、自己犠牲、自己責任」的武士道精神，而對軍國主義加以反對，可見三島是個思想極端保守的激進復古民族主義人士。:407-445

## 轶事

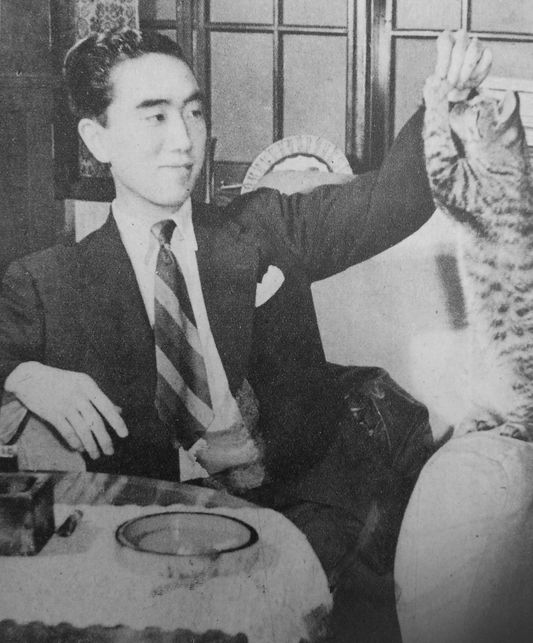
愛貓的三島

三岛好美酒，嗜佳餚，高朋滿座，家中常常座無虛席，人緣極佳，深受朋友的歡迎。在別人家中高興的時候，還會表演倒立。
據說《金阁寺》付印之前，中村光夫對三島說：「我認為不要寫第十章燒金閣寺的場面，好不好？」三島回答道：「但是，做愛到一半中斷，對身體是有害的啊！」
三島年輕時曾拜訪太宰治。他見到太宰治後馬上對他說：“我不喜歡太宰先生的作品。”而太宰回應：“你雖然這麼說，但你還是來了，說明你還是喜歡我的，對不對？”
三島由紀夫很喜歡貓，書齋也開有專供貓出入的小門。後來因為夫人討厭貓才不再飼養。然而，据《午后曳航》的英译者称，三岛为了写出书中儿童虐杀、解剖幼猫的情节，在一位医学院出身的作家朋友（很可能是安部公房）的协助下亲手解剖了一只猫。
1968年諾貝爾文學獎公佈得主是川端康成，三島在第一時間得知得主不是他，臉色鐵青一言不發駕著自家跑車上高速公路奔馳數小時，顯見未能得獎對他打擊極深。
1969年5月13日，三島接受政治立場相左的東大全共鬥邀請，到東京大學駒場校區的900號教室參加辯論會，現場有約一千名學生。因為三島喜好健身，因此教室外學生畫的海報把他畫成舉著槓鈴、背一把武士刀的打赤膊壯漢，並寫著「東大動物園 特別陳列品『近代大猩猩』」。這次的辯論會也由唯一到場拍攝的TBS電視台記者全程記錄，保存在綠山攝影棚數十年後，獲發掘出來進行數位修復，並訪談多位當事人及學者，剪輯為紀錄片《三島由紀夫VS東大全共鬪》（三島由紀夫vs東大全共闘〜50年目の真実〜）在2020年3月20日上映。

## 作品列表
| 原文名稱       | 發表年代                          | 中譯名稱       |
| -------------- | --------------------------------- | -------------- |
|                | 1944年                            | 鲜花盛开的森林 |
|                | 1949年                            |                |
|                | 1950年                            | 纯白之夜       |
|                | 1950年                            | 愛的飢渴       |
|                | 1951年（第一部） 1953年（第二部） | 禁色           |
|                | 1953年                            | 仲夏之死       |
|                | 1954年                            | 潮騷           |
|                | 1955年                            | 沉潜的瀑布     |
|                | 1955年                            |                |
|                | 1955年                            |                |
|                | 1956年                            | 近代能乐集     |
|                | 1956年                            | 金閣寺         |
|                | 1957年                            | 我的思春期     |
|                | 1957年                            | 美德的动摇     |
|                | 1958年                            | 蔷薇与海贼     |
|                | 1958年                            | 不道德教育讲座 |
|                | 1959年                            | 鏡子之家       |
|                | 1960年                            | 宴後           |
|                | 1961年                            | 忧国           |
|                | 1961年                            |                |
|                | 1961年                            |                |
|                | 1962年                            | 美丽之星       |
|                | 1963年                            | 午後的曳航     |
|                | 1964年                            |                |
|                | 1965年                            | 薩德侯爵夫人   |
|                | 1965年                            | 拜见三熊野     |
|                | 1967年                            | 葉隱入門       |
|                | 1968年                            |                |
|                | 1968年                            | 太阳与铁       |
|                | 1965年至1970年                    | 豐饒之海       |
| 之一：春の雪   | 1969年                            | 春雪           |
| 之二：奔馬     | 1969年                            | 奔馬           |
| 之三：暁の寺   | 1970年                            | 曉寺           |
| 之四：天人五衰 | 1971年                            | 天人五衰       |

### 得獎記錄
- 《潮骚》——1954年，获新潮社文学奖
- 《白蟻之巣》——1955年，获岸田演劇奖
- 《金閣寺》——1956年，获读卖文学奖（小說部門）
- 《薔薇與海賊（日语：薔薇と海賊）》——1958年，获週刊读卖新劇奖
- 《十日之菊》——1961年，获读卖文学奖（戲曲部門）
- 《絹與明察（日语：絹と明察）》——1964年，获每日艺术奖
- 《薩德侯爵夫人》——1965年，获文部省藝術祭奖

### 中文版
| 书名                                | 译者           | 出版       | 年份   |
| ----------------------------------- | -------------- | ---------- | ------ |
| 《金閣寺》                          | 鍾肇政、張良澤 | 晚蟬書店   | 1969年 |
| 《金閣寺》                          | 陳孟鴻         | 志文出版社 | 1970年 |
| 《金閣寺》                          | 劉華亭         | 星光出版社 | 1983年 |
| 《金閣寺》                          | 唐月梅         | 木馬文化   | 2002年 |
| 《》                                | 劉華亭         | 星光       | 1994年 |
| 《》                                | 李永熾         | 花田文化   | 1995年 |
| 《》                                | 高詹燦         | 木馬文化   | 2018年 |
| 《性命出售》                        | 高詹燦         | 好讀       | 2014年 |
| 《不道德教育講座》                  | 陳玲芳         | 星光       | 1994年 |
| 《不道德教育講座》                  | 邱振瑞         | 大牌       | 2012年 |
| 《作家論—三島由紀夫文學評論傑作選》 | 林皎碧         | 木馬       | 2019年 |
| 《禁色》                            | 高詹燦         | 木馬       | 2020年 |

| 书名                    | 译者           | 出版                     | 年份   |
| ----------------------- | -------------- | ------------------------ | ------ |
| 《金閣寺》              | 唐月梅         | 作家出版社               | 1995年 |
| 《金閣寺》              | 林少華         | 青島出版社               | 2010年 |
| 《春雪》                | 唐月梅         | 中国文联出版社           | 1999年 |
| 《春雪》                | 陈德文         | 人民文学出版社           | 2015年 |
| 《春雪》                | 文洁若、李芒   | 重庆出版社               | 2014年 |
| 《奔马》                | 许金龙         | 作家出版社               | 1995年 |
| 《奔马》                | 陈德文         | 人民文学出版社           | 2015年 |
| 《奔马》                | 张林           | 重庆出版社               | 2015年 |
| 《晓寺》                | 刘光宇         | 作家出版社               | 1995年 |
| 《晓寺》                | 竺家荣         | 上海译文出版社           | 2010年 |
| 《天人五衰》            | 林少华         | 作家出版社               | 1995年 |
| 《天人五衰》            | 文洁若         | 重庆出版社               | 2014年 |
| 《天人五衰》            | 陈德文         | 人民文学出版社           | 2015年 |
| 《纯白之夜》            | 汪正球、王建新 | 中国文联出版社           | 1999年 |
| 《镜子之家》            | 杨伟           | 中国文联出版社           | 1999年 |
| 《沉潜的瀑布》          | 竺家荣         | 中国文联出版社           | 1999年 |
| 《太阳与铁》            | 唐月梅         | 中国文联出版社           | 2000年 |
| 《》                    | 唐月梅         | 北京出版社               | 2003年 |
| 《》                    | 唐月梅         | 北京出版社               | 2003年 |
| 《潮骚》                | 唐月梅         | 北京出版社               | 2005年 |
| 《午后曳航》            | 许金龙         | 浙江文艺出版社           | 2010年 |
| 《萨德侯爵夫人》        | 陈德文         | 上海译文出版社           | 2010年 |
| 《禁色》                | 陈德文         | 上海译文出版社           | 2011年 |
| 《幸福号起航》          | 竺家荣         | 上海译文出版社           | 2011年 |
| 《宴后》                | 杨炳辰         | 上海译文出版社           | 2011年 |
| 《仲夏之死》            | 陈德文         | 上海译文出版社           | 2012年 |
| 《鲜花盛开的森林·忧国》 | 陈德文         | 上海译文出版社           | 2013年 |
| 《新恋爱讲座》          | 林皎碧         | 北京时代华文书局有限公司 | 2013年 |
| 《不道德教育讲座》      | 邱振瑞         | 安徽人民出版社           | 2013年 |
| 《美丽之星》            | 丁丁虫         | 新星出版社               | 2014年 |
| 《殉教》                | 陈德文         | 上海译文出版社           | 2015年 |
| 《我青春漫游的时代》    | 邱振瑞         | 生活·读书·新知三联书店   | 2016年 |
| 《美德的动摇》          | 陈岩           | 上海译文出版社           | 2017年 |
| 《女神》                | 陈德文         | 上海译文出版社           | 2017年 |
| 《青色时代》            | 朱武平         | 上海译文出版社           | 2017年 |
| 《上锁的房子》          | 陈德文         | 广西师范大学出版社       | 2017年 |
| 《天涯故事》            | 陈德文         | 上海译文出版社           | 2018年 |
| 《魔群的通过》          | 陈德文         | 广西师范大学出版社       | 2018年 |
| 《近代能乐集》          | 玖羽           | 四川人民出版社           | 2019年 |
| 《拉迪盖之死》          | 兰立亮         | 上海译文出版社           | 2020年 |
| 《小说家的假期》        | 吴季伦         | 北京联合出版社           | 2021年 |

## 電影

### 原作
| 制作年 | 作品名                   | 制作（配給）                                                              | 監督名                                   | 主要演员                                        | 备注 |
| ------ | ------------------------ | ------------------------------------------------------------------------- | ---------------------------------------- | ----------------------------------------------- | ---- |
| 1953年 | 夏子の冒険 （※彩色電影） | 松竹大船                                                                  | 中村登                                   | 若原雅夫 角梨枝子 高橋貞二 桂木洋子 淡路恵子    |      |
| 1953年 | にっぽん製               | 大映東京                                                                  | 島耕二                                   | 山本富士子 三田隆 上原謙                        |      |
| 1954年 | 潮騒                     | 東宝                                                                      | 谷口千吉                                 | 久保明 青山京子 三船敏郎                        |      |
| 1957年 | 永すぎた春               | 大映東京                                                                  | 田中重雄                                 | 若尾文子 川口浩 船越英二 角梨枝子               |      |
| 1957年 | 美徳のよろめき           | 日活                                                                      | 中平康                                   | 月丘夢路 葉山良二 三國連太郎 宮城千賀子         |      |
| 1958年 | 炎上                     | 大映京都                                                                  | 市川崑                                   | 市川雷蔵 新珠三千代 仲代達矢 中村玉緒           |      |
| 1959年 | 燈台                     | 東宝                                                                      | 鈴木英夫                                 | 河津清三郎 津島恵子                             |      |
| 1961年 | お嬢さん                 | 大映東京                                                                  | 弓削太郎                                 | 若尾文子 田宮二郎 川口浩                        |      |
| 1962年 | 黒蜥蜴                   | 大映東京                                                                  | 井上梅次                                 | 京町子 大木実 叶順子 川口浩                     |      |
| 1964年 | 劍                       | 大映京都                                                                  | 三隅研次                                 | 市川雷蔵 藤由紀子                               |      |
| 1964年 | 潮騒                     | 日活                                                                      | 森永健次郎                               | 吉永小百合 浜田光夫                             |      |
| 1964年 | 獣の戯れ                 | 大映東京                                                                  | 富本壮吉                                 | 若尾文子 河津清三郎                             |      |
| 1965年 | 肉体の学校               | 東宝                                                                      | 木下亮                                   | 岸田今日子 山崎努 山村聰 東恵美子               |      |
| 1966年 | 複雑な彼                 | 大映東京                                                                  | 島耕二                                   | 田宮二郎 高毬子                                 |      |
| 1967年 | 愛の渇き                 | 日活                                                                      | 蔵原惟繕                                 | 浅丘ルリ子 中村伸郎 山内明                      |      |
| 1968年 | 黒蜥蜴                   | 松竹                                                                      | 深作欣二                                 | 丸山明宏 木村功 川津祐介                        |      |
| 1971年 | 潮騒                     | 東宝                                                                      | 森谷司郎                                 | 朝比奈逸人 小野里みどり                         |      |
| 1972年 | 音楽                     | 行動社／ATG                                                               | 増村保造                                 | 黒沢のり子 細川俊之                             |      |
| 1975年 | 潮騒                     | 東宝／ ホリ企画制作                                                       | 西河克己                                 | 山口百惠 三浦友和                               |      |
| 1976年 | 金閣寺                   | たかばやし よういちプロ／ 映像京都／ATG                                   | 高林陽一                                 | 篠田三郎 柴俊夫                                 |      |
| 1976年 | 午後の曳航               | マーティン・ポール ＝ルイス・ジョン・ カルリーノ・プロ／ 日本ヘラルド映画 | 路易斯·約翰·卡利诺（Lewis John Carlino） | 莎拉·麥爾斯（Sarah Miles）、克里斯·克里斯托佛森 |      |
| 1980年 | 幸福号出帆               | 悶文グループ／ 三宝プロダクション ／東映セントラル フィルム               | 斎藤耕一                                 | 藤真利子 倉越一郎                               |      |
| 1985年 | 潮騒                     | ホリ企画／東宝                                                            | 小谷承靖                                 | 堀智榮美 鶴見辰吾                               |      |
| 1986年 | 鹿鳴館                   | MARUGEN- FILM/東宝                                                        | 市川崑                                   | 浅丘ルリ子 菅原文太 三橋達也                    |      |
| 2005年 | 春の雪                   | 東宝                                                                      | 行定勲                                   | 妻夫木聡 竹内結子 若尾文子 真野響子             |      |
| 2017年 | 美しい星                 | ギャガ                                                                    | 吉田大八                                 | 中川雅也 龜梨和也 橋本愛 中嶋朋子               |      |

#### 戲劇演出
| 制作年 | 作品名         | 制作（發行）        | 導演     | 三岛的角色       | 主要演员                     | 备注       |
| ------ | -------------- | ------------------- | -------- | ---------------- | ---------------------------- | ---------- |
| 1951年 | 純白の夜       | 松竹大船            | 大庭秀雄 | 特別出演         | 河津清三郎 木暮実千代        | ※原作      |
| 1959年 | 不道徳教育講座 | 日活                | 西河克己 | 特別出演         | 大坂志郎 信欣三              | ※原作      |
| 1960年 | からっ風野郎   | 大映東京            | 増村保造 | 朝比奈武夫       | 若尾文子 船越英二 志村喬     | ※主演作品  |
| 1968年 | 黒蜥蜴         | 松竹大船            | 深作欣二 | 日本青年の生人形 | 丸山明宏（美輪明宏） 木村功  | ※劇化 劇曲 |
| 1969年 | 人斬り         | フジテレビ ／勝プロ | 五社英雄 | 田中新兵衛       | 勝新太郎 仲代達矢 石原裕次郎 | ※出演      |

#### 导演
| 制作年 | 作品名 | 制作（配給） | 三島主演     | 主要演员 | 备注                         |
| ------ | ------ | ------------ | ------------ | -------- | ---------------------------- |
| 1966年 | 憂国   | 東宝／ATG    | 武山信二中尉 | 鶴岡淑子 | ※1965年制作 製作・脚色・美術 |

## 外部連結
- 三島由紀夫墓所（页面存档备份，存于）
- 三島由紀夫研究會（页面存档备份，存于）
- 三島由紀夫電子博物館（页面存档备份，存于）
- 三島由紀夫文學館（页面存档备份，存于）